# Adolf Neumann (Kupferstecher)

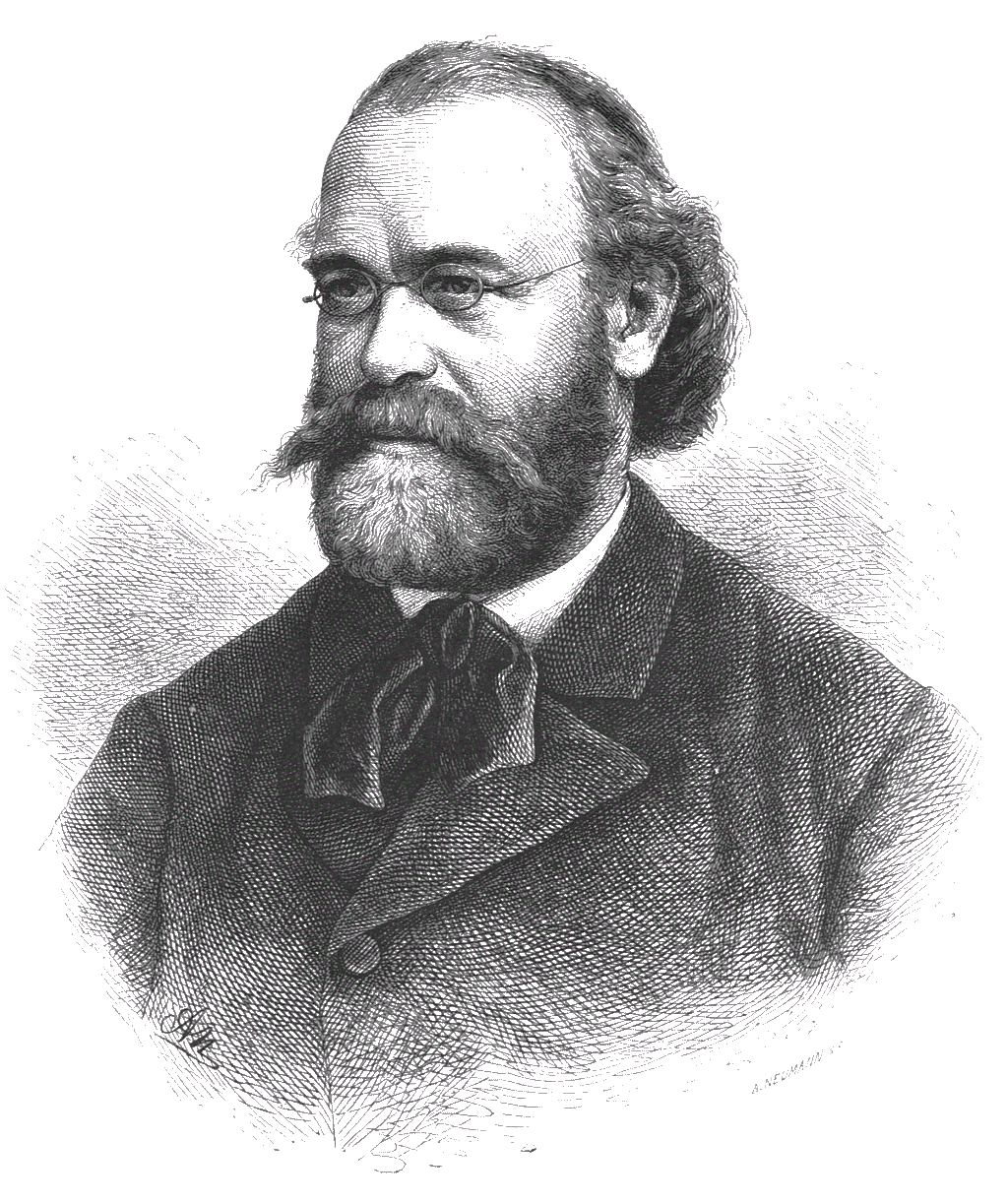
Selbstporträt in der Gartenlaube von 1876

Friedrich Gustav Adolf Neumann (* 5. Juni 1825 in Leipzig; † 20. November 1884 ebenda) war ein deutscher Maler, Zeichner und Kopist, Grafiker und Marinemaler sowie Kupferstecher  und Stahlstecher.

## Leben
Adolf Neumann war der Bruder des Holzstechers August Neumann, der in Leipzig ein xylografisches Atelier betrieb. Er lernte unter Veit Hanns Schnorr von Carolsfeld an der Leipziger Kunstakademie und im Leipziger Atelier des Kupferstechers Henry Winkles, später bei Lazarus Gottlieb Sichling und Carl Werner.

## Werke

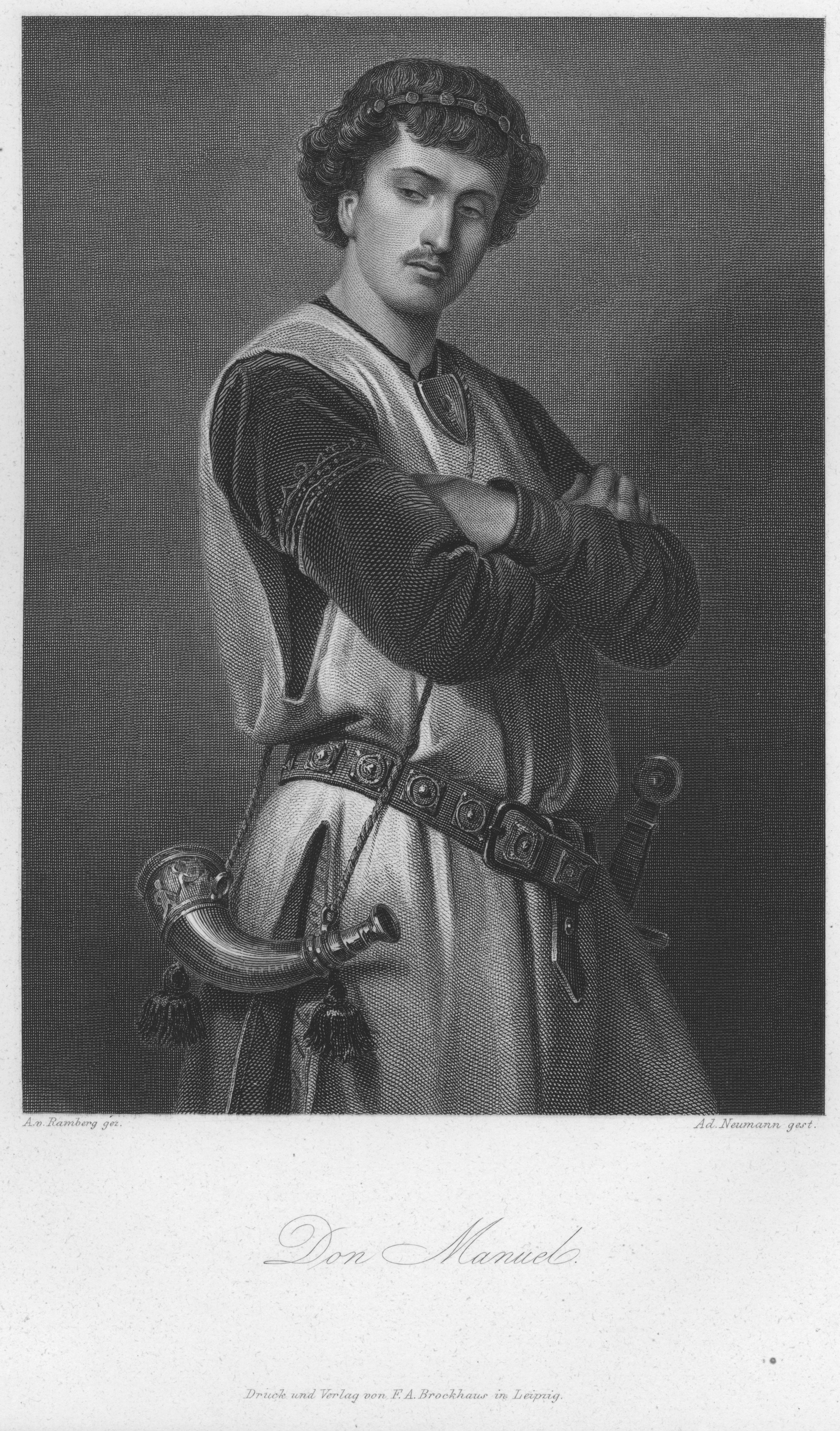
Don Manuel, Stahlstich von Neumann nach Ramberg in der Schiller-Galerie

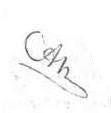
Signatur von Adolf Neumann

Seit den 1850er Jahren sind viele seiner Zeichnungen, insbesondere Personenporträts, in der Illustrirten Zeitung und dem Familienblatt Die Gartenlaube erschienen.
Die Universitätsbibliothek Johann Christian Senckenberg der Johann-Wolfgang-Goethe-Universität Frankfurt am Main (Porträtsammlung Manskopf) besitzt folgende Werke Neumanns:
- ein Brustbild des Schriftstellers August Wilhelm Ambros[5]
- ein Brustbild des Komponisten Robert Franz[6]
- ein Brustbild der Schauspielerin Adolfine Neumann[7]
- ein Brustbild des Komponisten Franz Schubert[8]
- ein Gruppenbild mit den Komponisten Christoph Willibald Gluck, Joseph Haydn, Georg Friedrich Händel, Wolfgang Amadeus Mozart, Ludwig van Beethoven, Johann Sebastian Bach[9]

Nach Vorlagen von Friedrich Pecht und Arthur von Ramberg fertigte Neumann Stahlstiche
- für die 1859 erschienene Schiller-Galerie[10] sowie
- für die 1864 erschienene Goethe-Galerie.[11]

Adolf Neumann signierte häufig mit den Buchstaben „AN“. Oft hatte sein Bruder die Arbeiten gestochen. Dieser verwendete die Signatur „sc. Aug. Neumann“ (sc. = lateinisch sculpsit = hat gestochen).